# Osset Iulia Constantia

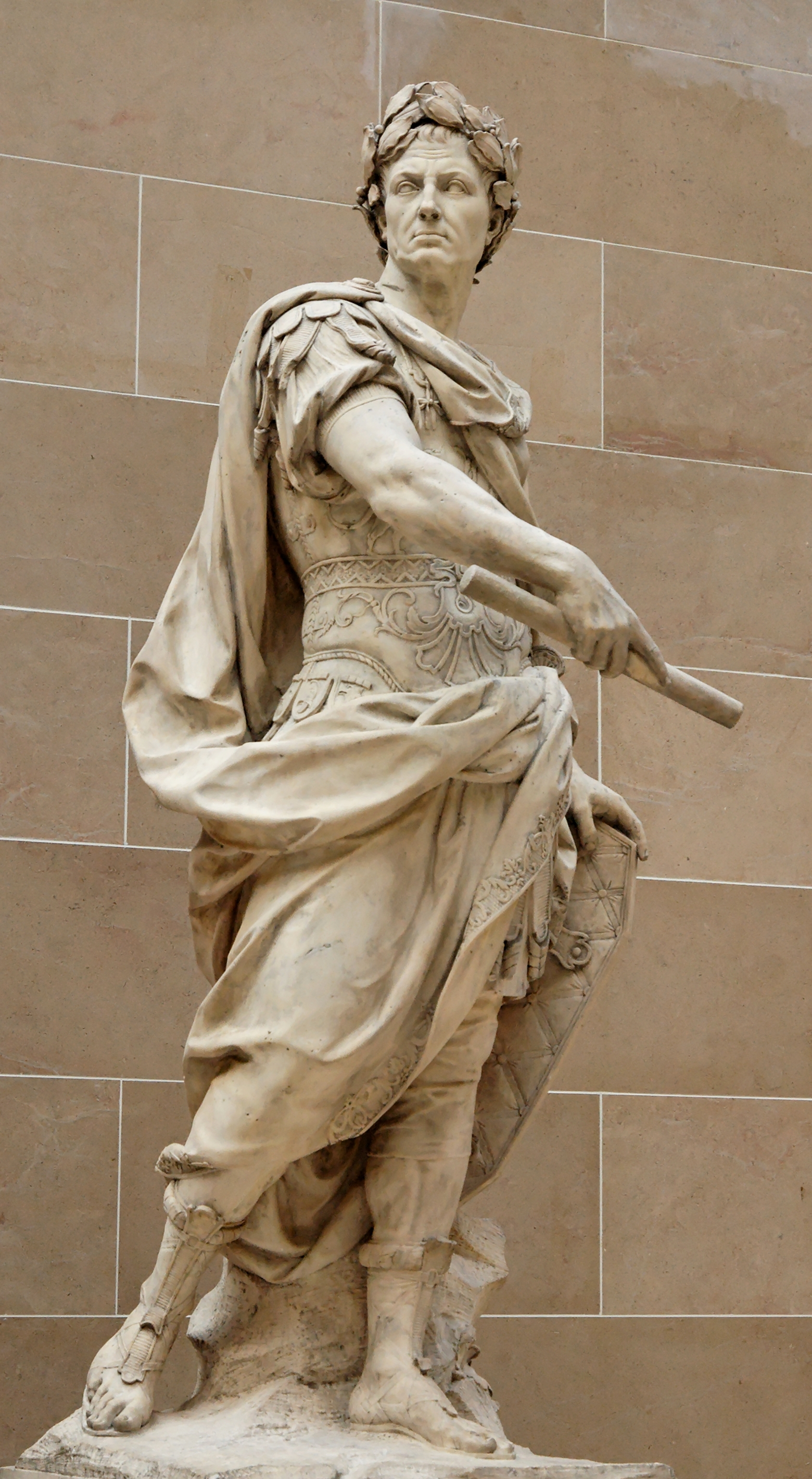
Julio César

Osset Iulia Constantia es la unión de dos nombres antiguos que recibió San Juan de Aznalfarache. Osset es el nombre tartésico del asentamiento que se encontraba sobre el cerro de Chavoya, en San Juan de Aznalfarache. Posteriormente, la zona fue llamada por los romanos Iulia Constantia (Julia Constancia). Julio César, en el año 45 a. C. dotó al asentamiento del estatus de municipio de derecho latino.  Se piensa que Constantia es un honor con el que la distinguió el propio Julio César.
El historiador romano Plinio el Viejo menciona que Osset era una ciudad que se encontraba al otro lado del río Guadalquivir, lo que ha hecho a algunos historiadores pensar que pudiera tratarse de Triana. Sin embargo esto no es correcto, ya que un río pase a través de una ciudad no convierte a la ciudad en dos ciudades. Además, Plinio especifica que se encuentra en "la vanda de Sevilla, en el lado derecho, que baja corriendo el río", lo cual sitúa a Osset al Oeste y ligeramente al Sur, en San Juan de Aznalfarache, en cuyo cerro de Chaboya existen restos antiguos que respaldan la tesis. Sin embargo, no figura a menudo Iulia Constantia, sino simplemente Osset o COSSET. Llama la atención la C de COSSET, que pudiera derivar de que se tratara de una colonia, aunque la hipótesis más plausible es que se trate de la C de Constantia, ya que en la provincia Bética existían 6 colonias (Hispalis, Corduba, Astigis, Asta, Asido, Tucci, Ituci, Atubi y Urso) y ninguna de ellas era Osset. Era muy fértil en viñas, y lo continuaba siendo a finales del siglo XVIII.